# Pomnik
Pomnik (deutsch Pomnick) ist ein Dorf in Polen in der Woiwodschaft Ermland-Masuren. Es gehört zur Stadt- und Landgemeinde Korsze (Korschen) im Powiat Kętrzyński (Kreis Rastenburg).

## Geographische Lage
Pomnik liegt im Norden Polens, etwa 15 Kilometer südlich der Staatsgrenze zur russischen Oblast Kaliningrad. Etwa einen Kilometer nördlich des Dorfes liegen Wilkowo Wielkie (Groß Wolfsdorf) und Drogosze (Dönhofstädt), zwei Kilometer südlich Parys (Paaris). Durch den Ort verläuft das Flüsschen Guber.

## Geschichte
Pomnik wurde 1370 nach Kulmer Recht gegründet. Die zugehörige Fläche betrug sechs Hufen, auf denen sich bereits bei der Lokalisation zwei Wassermühlen befanden. Ab dem 16. Jahrhundert wurden die Dönhoffs Eigentümer des Dorfs.
1785 gab es in dem „adligen Dorf“ fünf Feuerstellen bei neun Wohnhäusern und einer Wassermühle. 1817 war Pomnik ein Vorwerk mit acht Wohnhäusern, in denen 89 Menschen lebten. Es gehörte zum Gutsbezirk Dönhofstädt (polnisch Drogosze).
Im Januar 1945, am Ende des Zweiten Weltkrieges, nahm die Rote Armee die Gegend ein. In der Folge des Krieges wurde Pomnik Teil Polens. 1945 wurde die Wassermühle am Fluss Guber von der Genossenschaft Samopomoc chłopska (bäuerliche Selbsthilfe) instand gesetzt. 1973 wurden das Dorf und die Genossenschaft Teil des Schulzenamtes Parys. 1970 lebten in Pomnik 107 Menschen, im Jahre 2011 waren es 92. Das Dorf ist Sitz eines Schulzenamtes (polnisch Sołectwo) und eine Ortschaft im Verbund der Stadt- und Landgemeinde Korsze (Korschen) im Powiat Kętrzyński (Kreis Rastenburg), bis 1998 der Woiwodschaft Olsztyn, seither der Woiwodschaft Ermland-Masuren zugehörig.

## Kirche
Pomnick war bis 1945 in die evangelische Kirche Groß Wolfsdorf (polnisch Wilkowo Wielkie) in der Kirchenprovinz Ostpreußen der Kirche der Altpreußischen Union sowie in die katholische Kirche Korschen (polnisch Korsze) im Bistum Ermland eingepfarrt.
Heute gehört Pomnik katholischerseits zur Pfarrei Drogosze (Dönhofstädt) im jetzigen Erzbistum Ermland, evangelischerseits zur Pfarrei Kętrzyn (Rastenburg) mit der Filialkirche in Barciany (Barten) innerhalb der Diözese Masuren der Evangelisch-Augsburgischen Kirche in Polen.

## Östlicher Green-Velo-Radwanderweg
Seit 2015 führt der Östliche Green-Velo-Radwanderweg (polnisch Wschodni Szlak Rowerowy Green Velo) durch Pomnik, der hier die Region Sępopol (Schippenbeil), Korsze (Korschen) und Barciany (Barten) verbindet. Auf einer Länge von 2071 Kilometern verläuft er durch fünf polnische Woiwodschaften und ebenso viele Nationalparks.

## Verkehr
Pomnik liegt an der Woiwodschaftsstraße 590. In südwestlicher Richtung führt diese nach etwa sieben Kilometern durch Korsze. In nordöstlicher Richtung mündet die 590 nach etwa acht Kilometern nördlich von Barciany in die Woiwodschaftsstraße 591.
Der nächste internationale Flughafen ist der Flughafen Kaliningrad, der sich etwa 90 Kilometer nordwestlich auf russischem Hoheitsgebiet (und daher nur sehr eingeschränkt benutzbar ist) befindet. Der nächste internationale Flughafen auf polnischem Staatsgebiet ist der etwa 180 Kilometer westlich gelegene Lech-Wałęsa-Flughafen Danzig.